# Бергамини, Джанкарло
Джанкарло Бергамини (итал. Giancarlo Bergamini; 2 августа 1926, Милан — 4 февраля 2020, Ланцо-д’Интельви, Ломбардия) — итальянский фехтовальщик-рапирист, олимпийский чемпион и чемпион мира.

## Биография
Родился в 1926 году в Милане. В 1947 году стал обладателем серебряной медали чемпионата мира, в 1951 году повторил этот результат. В 1952 году на Олимпийских играх в Хельсинки стал обладателем серебряной медали в командной рапире, а в личном первенстве стал 8-м. В 1953 году вновь стал обладателем серебряной медали чемпионата мира. На чемпионате мира 1954 года завоевал золотую и бронзовую медали. В 1955 году вновь стал чемпионом мира. В 1956 году на Олимпийских играх в Мельбурне стал обладателем золотой медали в командной рапире, и серебряной — в личном первенстве. В 1957 году завоевал бронзовую медаль чемпионата мира. На чемпионате мира 1958 года завоевал золотую и бронзовую медали.